# Fundulus seminolis
Fundulus seminolis (Girard), es una especie de pez de la familia de los fundúlidos en el orden de los ciprinodontiformes.

## Morfología
Los machos pueden llegar a los l7,5 cm de longitud total.

## Distribución geográfica y habitát
Se encuentran en Norteamérica: Florida (Estados Unidos). Nada a través de densos lechos de macrófitos acuáticos en octubre en el río Rainbow, en la cuenca del río Withlacoochee. Es uno de los peces de agua dulce más grandes (≤16 cm de longitud total), es endémico de Florida, donde puede ser común en lagos y charcas de arroyos.